# Konjunktúra
A konjunktúra közgazdasági fogalma a nemzetgazdaság üzleti ciklusának adott helyzetét illetve változási tendenciáját írja le. Legfontosabb mutatója a GDP alakulása. Jelentheti az üzleti ciklus egészét, vagy gyakrabban, szűkebb értelemben, a gazdasági ciklus felfelé ívelő szakaszát, a megélénkülést, fellendülést. E szűkebb értelmezés ellentéte a dekonjunktúra, a gazdasági visszaesés, hanyatlás.
A konjunktúra más megfogalmazásban a gazdaság termelési potenciáljának, kapacitásainak kihasználtságát, annak változásait foglalja magába. A konjunkturális ciklus során megjelennek a termelés, a fogyasztás, a foglalkoztatás, a kamatlábak és az árak változásai, és mindezek eredményeként az általános gazdasági tevékenység ciklikus ingadozása.

## A szó további jelentései
A konjunktúra szó régies jelentése valamilyen helyzet, körülmények, viszonyok, illetve ezeknek összetalálkozása, állása, alakulása. Eszerint előfordulhat jó, kedvező, rossz konjunktúra, gazdasági, politikai és más téren egyaránt. Ugyancsak elavult, régies jelentése a szónak a csillagoknak asztrológiai együttállása, egymáshoz viszonyított helyzete az égbolton.

## Fordítás
- Ez a szócikk részben vagy egészben  a   Konjunktur című német Wikipédia-szócikk ezen változatának fordításán alapul.  Az eredeti cikk szerkesztőit annak laptörténete sorolja fel. Ez a jelzés csupán a megfogalmazás eredetét és a szerzői jogokat jelzi, nem szolgál a cikkben szereplő információk forrásmegjelöléseként.
- Ez a szócikk részben vagy egészben  a   Business cycle című angol Wikipédia-szócikk ezen változatának fordításán alapul.  Az eredeti cikk szerkesztőit annak laptörténete sorolja fel. Ez a jelzés csupán a megfogalmazás eredetét és a szerzői jogokat jelzi, nem szolgál a cikkben szereplő információk forrásmegjelöléseként.